# Aviazione Navale
Aviazione Navale je označení pro letectvo námořnictva Itálie. Skládá se z pěti skupin (perutí) vrtulníků a jedné skupiny letounů kategorie V/STOL AV-8B Harrier II, operujících z paluby lodí Giuseppe Garibaldi a Cavour.

## Přehled letadel

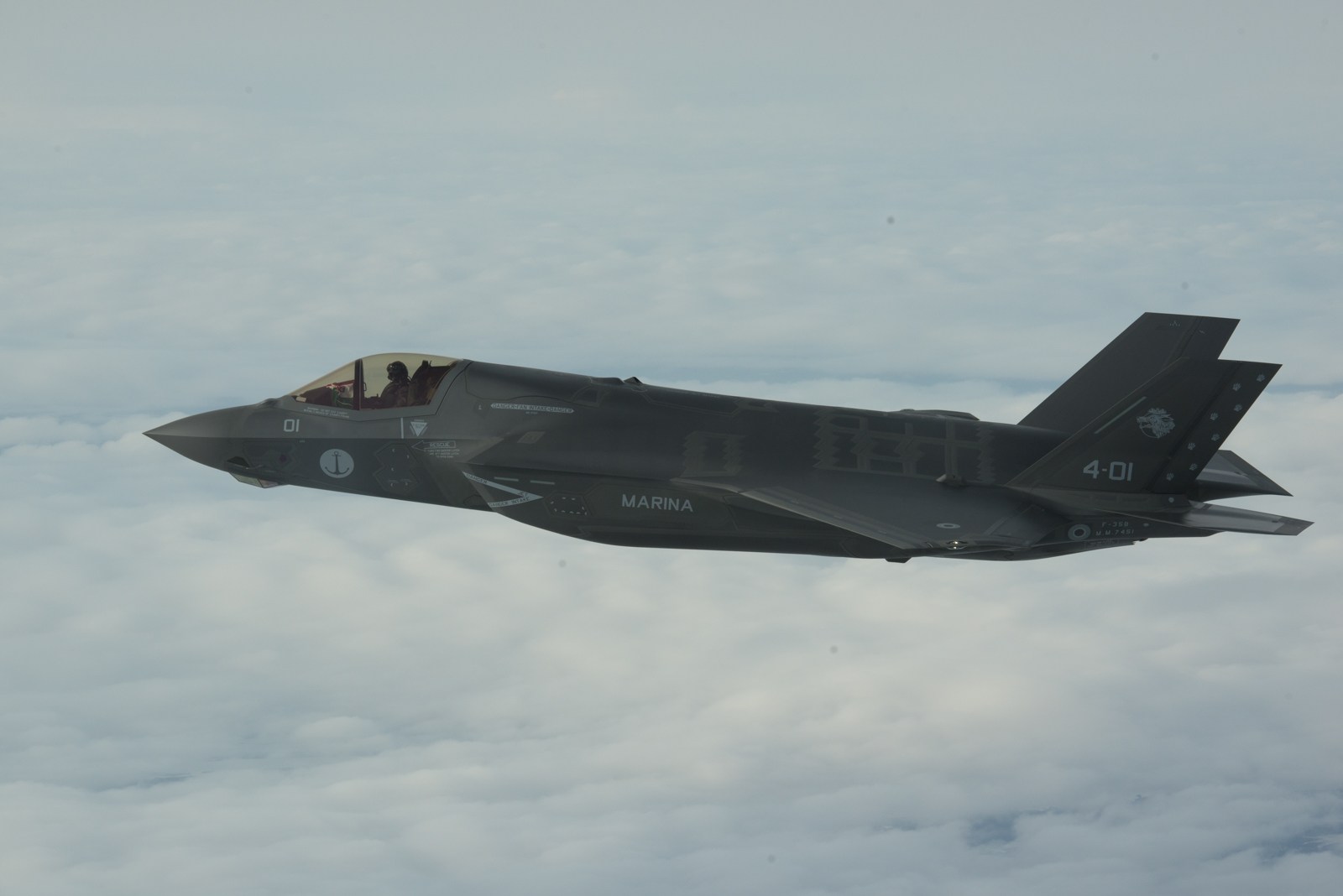
První F-35B Aviazione Navale v letu

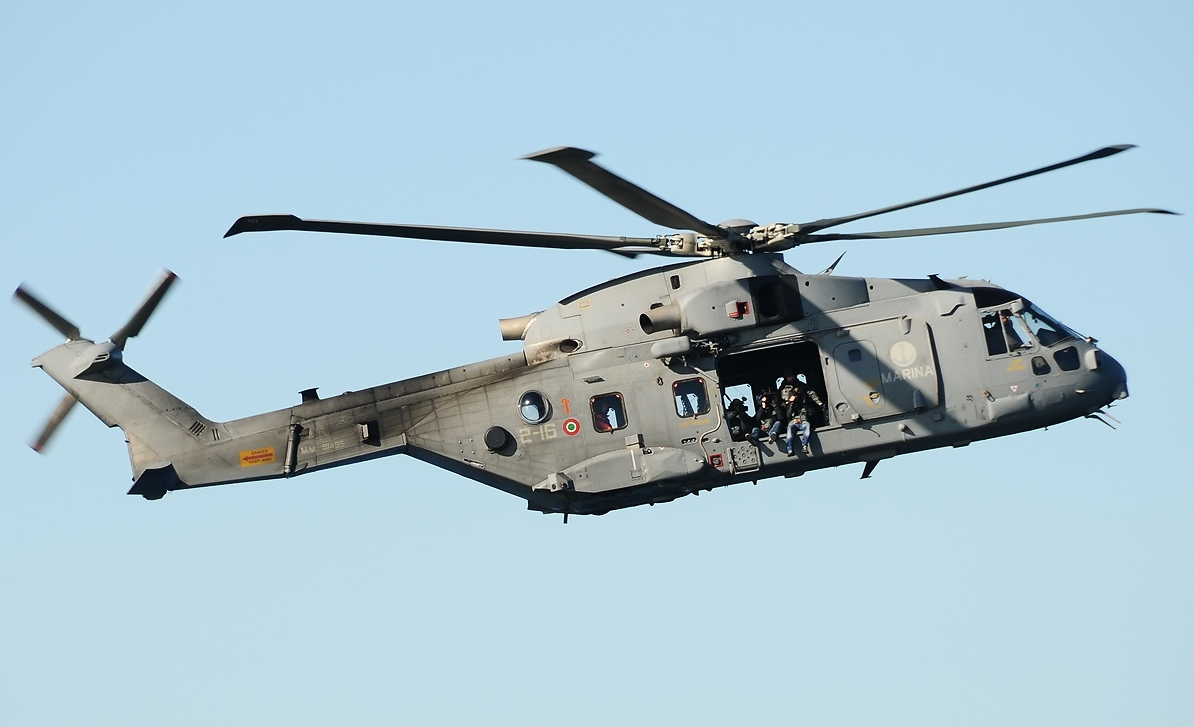
Italský námořní vrtulník EH-101

Tabulka obsahuje přehled letecké techniky Italského námořnictva podle Flightglobal.com.
| Název                              | Původ                     | Určení                                                         | Verze                 | Ve službě      | Poznámky                                                                                     |                |
| Bojové letouny                     | Bojové letouny            | Bojové letouny                                                 | Bojové letouny        | Bojové letouny | Bojové letouny                                                                               | Bojové letouny |
| ---------------------------------- | ------------------------- | -------------------------------------------------------------- | --------------------- | -------------- | -------------------------------------------------------------------------------------------- | -------------- |
| Lockheed Martin F-35 Lightning II  | USA Itálie                | víceúčelový bojový letoun kategorie V/STOL                     | F-35B                 | 2              | Předběžně objednáno dalších 13 kusů.                                                         |                |
| McDonnell Douglas AV-8B Harrier II | USA                       | bitevní letoun kategorie V/STOLdvoumístný cvičně-bojový letoun | AV-8B+T/AV-8B         | 151            | Užíván i v roli stíhací ochrany floty. Probíhá nahrazování typu víceúčelovými letouny F-35B. |                |
| Speciální letadla                  |                           |                                                                |                       |                |                                                                                              |                |
| AgustaWestland EH-101              | Itálie Spojené království | vrtulník AWACS                                                 | EH-101                | 4              |                                                                                              |                |
| Dopravní a transportní letouny     |                           |                                                                |                       |                |                                                                                              |                |
| Piaggio P.180 Avanti               | Itálie                    | lehký dopravní letoun                                          | C-180                 | 3              |                                                                                              |                |
| Vrtulníky                          |                           |                                                                |                       |                |                                                                                              |                |
| AgustaWestland EH-101              | Itálie Spojené království | transportní a protiponorkový vrtulník                          | MH-101/SH-101         | 14             |                                                                                              |                |
| Bell 212                           | USA Itálie                | užitkový/protiponorkový vrtulník                               | Agusta Bell MH/SH-212 | 33             |                                                                                              |                |
| NHIndustries NH90                  | Evropská unie             | transportní a protiponorkový vrtulník                          | MH-90/SH-90           | 38             | Objednáno dalších 18.                                                                        |                |
| Cvičná letadla                     |                           |                                                                |                       |                |                                                                                              |                |
| Lockheed Martin F-35 Lightning II  | USA Itálie                | víceúčelový bojový letoun kategorie V/STOL                     | F-35B                 | 2              |                                                                                              |                |